# Бардјејов
Бардјејов (слч. Bardejov, русин., Бардіїв, изговор Барђејов) град је на североистоку Словачке, који се налази у оквиру Прешовског краја у Шаришу. Овај историјски и бањски град је због свог очуваног средњовековном центра од 2000. године уписан у светску баштину УНЕСКО.

## Географија
Бардјејов је смештен у крајњем североисточном делу државе. Престоница државе, Братислава, налази се 450 км југозападно, док су Кошице на 80 км удаљености ка југу.
Рељеф: Бардјејов се развио у области Карпата, на 270 m надморске висине. Око града преовлађује брдски терен, познат као Ондавско побрђе. Град је смештен у долини реке Топље.
Клима: Клима у Бардјејову је континентална.
Воде: Град Бардјејов се развио на реци Топљи, која дели град на северни и јужни део.

## Историја
Људска насеља на овом простору датирају још из праисторије. Насеље под овим именом први пут се спомиње 1240. да би 1376. добио градска права. Град се брзо развијао захваљујући трговини са оближњом Пољском. Бардјејов је вековима био у саставу Угарске.
Крајем 1918. град је постао део новоосноване Чехословачке. У време комунизма град је нагло индустријализован, па је дошло до наглог повећања становништва.

## Становништво
| Година:    | 1994.  | 2004.   | 2014.   | 2024.   |
| ---------- | ------ | ------- | ------- | ------- |
| Број људи: | 32 800 | 33 400  | 33 060  | 29 788  |
| Разлика:   |        | +1,82 % | -1,01 % | -9,89 % |

| Година:    | 2023.  | 2024.   |
| ---------- | ------ | ------- |
| Број људи: | 29 964 | 29 788  |
| Разлика:   |        | -0,58 % |

Данас Бардјејов има око 31.000 становника и последњих година број становника опада.
Етнички састав: По попису из 2001. састав је следећи:
- Словаци - 91,3%,
- Роми - 2,6%,
- Русини - 2,5%,
- Украјинци - 1,4%,
- остали.

Верски састав: По попису из 2001. састав је следећи:
- римокатолици - 63,2%,
- гркокатолици - 16,9%,
- лутерани - 7,6%,
- атеисти - 4,9%,
- православци - 4,3%,
- остали.

## Знаменитости града
Бардјејов је познат до добро очуваном старом градском језгру, које је данас на списку списку светске баштине УНЕСКОа. Њиме доминира стара римокатоличка катедрала св. Егидија, која се спомиње још у 13. веку. Црква се налази у средини пространог трга, кога окружују куће из времена готике и ренесансе. Око целог целог градског језгра пружају се масивне зидине, најбоље очуване у целој Словачкој.

## Партнерски градови
- Кале
- Могиљов
- Аштабјула
- Сремски Карловци
- Молде
- Монтемарчано

## Галерија
- Римокатоличка катедрала
- Старе куће на тргу
- Гркокатоличка црква
- Зидине старог града